# ام‌تی آبادان
ام‌تی آبادان (به انگلیسی: MT Abadan) یک کشتی بود که طول آن ۱۳۶ فوت ۴ اینچ (۴۱٫۵۵ متر) بود. این کشتی در سال ۱۹۴۵ ساخته شد.